# Thaiföld a 2004. évi nyári olimpiai játékokon
Thaiföld a görögországi Athénban megrendezett 2004. évi nyári olimpiai játékok egyik részt vevő nemzete volt. Az országot az olimpián 13 sportágban 42 sportoló képviselte, akik összesen 8 érmet szereztek.

## Érmesek
| Érem  | Versenyző                | Sportág    | Versenyszám  |
| ----- | ------------------------ | ---------- | ------------ |
| Arany | Manat Buncsamnong        | Ökölvívás  | Kisváltósúly |
| Arany | Udomphon Phonszak        | Súlyemelés | Női 53 kg    |
| Arany | Pavina Thongszuk         | Súlyemelés | Női 75 kg    |
| Ezüst | Voraphot Phetkhum        | Ökölvívás  | Harmatsúly   |
| Bronz | Szurija Praszathinphimaj | Ökölvívás  | Középsúly    |
| Bronz | Ari Viratthavon          | Súlyemelés | Női 48 kg    |
| Bronz | Vandi Khamiam            | Súlyemelés | Női 58 kg    |
| Bronz | Jauvapha Bunphoncsaj     | Taekwondo  | Női légsúly  |

## Asztalitenisz
Női
| Versenyző         | Versenyszám | 64-es főtábla                              | 48-as főtábla                                       | 32-es főtábla                                                  | Nyolcaddöntő      | Negyeddöntő       | Elődöntő          | Döntő             | Helyezés |
| Versenyző         | Versenyszám | Ellenfél Eredmény                          | Ellenfél Eredmény                                   | Ellenfél Eredmény                                              | Ellenfél Eredmény | Ellenfél Eredmény | Ellenfél Eredmény | Ellenfél Eredmény | Helyezés |
| ----------------- | ----------- | ------------------------------------------ | --------------------------------------------------- | -------------------------------------------------------------- | ----------------- | ----------------- | ----------------- | ----------------- | -------- |
| Nanthana Khamvong | Egyes       | Mouma Dász (IND) · 11-6, 11-7, 11-3, 12-10 | Nicole Struse (GER) · 11-7, 11-4, 9-11, 11-7, 13-11 | Viktorija Pavlavics (BLR) · 4-11, 6-11, 11-9, 3-11, 11-7, 1-11 | kiesett           | kiesett           | kiesett           | kiesett           | 17.      |

## Atlétika
Női
| Versenyző      | Versenyszám | Előfutam | Előfutam | Előfutam | Elődöntő | Elődöntő | Elődöntő | Döntő   | Döntő    |
| Versenyző      | Versenyszám | Idő      | Hely.    | Össz.    | Idő      | Hely.    | Össz.    | Idő     | Helyezés |
| -------------- | ----------- | -------- | -------- | -------- | -------- | -------- | -------- | ------- | -------- |
| Trecia Roberts | 100 m gát   | 13,80    | 8.       | 34.      | kiesett  | kiesett  | kiesett  | kiesett | kiesett  |

| Versenyző            | Versenyszám | Selejtező | Selejtező | Döntő    | Döntő    |
| Versenyző            | Versenyszám | Eredmény  | Helyezés  | Eredmény | Helyezés |
| -------------------- | ----------- | --------- | --------- | -------- | -------- |
| Nüngrüthaj Csajphet  | Magasugrás  | 189 cm    | 21.       | kiesett  | kiesett  |
| Csuthaphon Kraszejan | Súlylökés   | 16,49 m   | 25.       | kiesett  | kiesett  |

## Evezés
Női
| Versenyző           | Versenyszám  | Előfutam | Előfutam | Vigaszág | Vigaszág | Elődöntő | Elődöntő | Elődöntő | Döntő | Döntő   | Döntő | Helyezés |
| Versenyző           | Versenyszám  | Idő      | Hely.    | Idő      | Hely.    | Típus    | Idő      | Hely.    | Típus | Idő     | Hely. | Helyezés |
| ------------------- | ------------ | -------- | -------- | -------- | -------- | -------- | -------- | -------- | ----- | ------- | ----- | -------- |
| Phuttharaksza Nikri | Egypárevezős | 8:24,03  | 5.       | 7:53,52  | 5.       | C/D      | 8:17,13  | 5.       | D     | 8:00,44 | 4.    | 22.      |

## Lovaglás
Lovastusa
| Versenyző            | Ló                   | Versenyszám | Díjlovaglás | Díjlovaglás | Tereplovaglás | Tereplovaglás | Tereplovaglás | Díjugratás | Díjugratás | Díjugratás | Díjugratás | Végeredmény | Végeredmény |
| Versenyző            | Ló                   | Versenyszám | Díjlovaglás | Díjlovaglás | Tereplovaglás | Tereplovaglás | Tereplovaglás | 1. kör     | 1. kör     | 2. kör     | 2. kör     | Végeredmény | Végeredmény |
| Versenyző            | Ló                   | Versenyszám | Bünt.       | Hely.       | Bünt.         | Hely.         | Össz.         | Bünt.      | Hely.      | Bünt.      | Hely.      | Bünt.       | Helyezés    |
| -------------------- | -------------------- | ----------- | ----------- | ----------- | ------------- | ------------- | ------------- | ---------- | ---------- | ---------- | ---------- | ----------- | ----------- |
| Phongsziri Banlüvong | Kyrenejennalla's Boy | Egyéni      | 74,6        | 70.*        | 4,4           | 32.           | 43.           | 32         | 63.        | kiesett    | kiesett    | 111,0       | 51.         |

* - egy másik versenyzővel azonos eredményt ért el

## Ökölvívás
| Versenyző                | Versenyszám  | Selejtező                         | Nyolcaddöntő                   | Negyeddöntő                | Elődöntő                            | Döntő                              | Helyezés |
| Versenyző                | Versenyszám  | Ellenfél Eredmény                 | Ellenfél Eredmény              | Ellenfél Eredmény          | Ellenfél Eredmény                   | Ellenfél Eredmény                  | Helyezés |
| ------------------------ | ------------ | --------------------------------- | ------------------------------ | -------------------------- | ----------------------------------- | ---------------------------------- | -------- |
| Szuban Phannon           | Papírsúly    | Szalim Szalimov (BUL) · 26-14     | Yan Barthelemí (CUB) · 14-23   | kiesett                    | kiesett                             | kiesett                            | 9.       |
| Szomcsit Csongcsoho      | Légsúly      | Kim Giszok (KOR) · 22-12          | Yuriorkis Gamboa (CUB) · 21-26 | kiesett                    | kiesett                             | kiesett                            | 9.       |
| Voraphot Phetkhum        | Harmatsúly   | Kim Vonil (KOR) · RSC             | Havazsi Hacihav (BLR) · 33-18  | Nestor Bolum (NGR) · 29-14 | Ağası Məmmədov (AZE) · 27-19        | Guillermo Rigondeaux (CUB) · 13-22 |          |
| Szomrak Khamszing        | Pehelysúly   | Benoît Gaudet (CAN) · 17-32       | kiesett                        | kiesett                    | kiesett                             | kiesett                            | 17.      |
| Manat Buncsamnong        | Kisváltósúly | Szpirídon Joanídisz (GRE) · 28-16 | Romeo Brin (PHI) · 29-15       | Willy Blain (FRA) · 20-8   | Ionuț Gheorghe (ROU) · 30-9         | Yudel Johnson (CUB) · 17-11        |          |
| Szurija Praszathinphimaj | Középsúly    | Joseph Lubega (UGA) · 30-21       | Cavid Tağıyev (AZE) · +19-19   | Oleh Maskin (UKR) · 28-22  | Gajdarbek Gajdarbekov (RUS) · 18-24 | kiesett                            |          |

RSC - a játékvezető megállította a mérkőzést

## Sportlövészet
Férfi
| Versenyző               | Versenyszám           | Selejtező | Selejtező | Döntő   | Döntő    |
| Versenyző               | Versenyszám           | Pont      | Helyezés  | Pont    | Helyezés |
| ----------------------- | --------------------- | --------- | --------- | ------- | -------- |
| Csakkrit Phanitphatikam | Légpisztoly           | 571       | 36.**     | kiesett | kiesett  |
| Csakkrit Phanitphatikam | Szabadpisztoly        | 549       | 28.*      | kiesett | kiesett  |
| Thevarit Matcsacsip     | Légpuska              | 587       | 35.***    | kiesett | kiesett  |
| Thevarit Matcsacsip     | Sportpuska, fekvő     | 589       | 36.**     | kiesett | kiesett  |
| Thevarit Matcsacsip     | Sportpuska, összetett | 1159      | 16.*      | kiesett | kiesett  |

* - egy másik versenyzővel azonos eredményt ért el

** - két másik versenyzővel azonos eredményt ért el

*** - három másik versenyzővel azonos eredményt ért el

## Súlyemelés
Férfi
| Versenyző           | Versenyszám | Szakítás | Szakítás | Lökés                    | Lökés                    | Összesen | Helyezés |
| Versenyző           | Versenyszám | Eredmény | Helyezés | Eredmény                 | Helyezés                 | Összesen | Helyezés |
| ------------------- | ----------- | -------- | -------- | ------------------------ | ------------------------ | -------- | -------- |
| Szurija Datthujavat | 69 kg       | 137,5    | 11.      | érvényes kísérlet nélkül | érvényes kísérlet nélkül | kiesett  | kiesett  |

Női
| Versenyző         | Versenyszám | Szakítás | Szakítás | Lökés    | Lökés    | Összesen | Helyezés |
| Versenyző         | Versenyszám | Eredmény | Helyezés | Eredmény | Helyezés | Összesen | Helyezés |
| ----------------- | ----------- | -------- | -------- | -------- | -------- | -------- | -------- |
| Ari Viratthavon   | 48 kg       | 85,0     | 3.       | 115,0    | 1.       | 200,0    |          |
| Udomphon Phonszak | 53 kg       | 97,5     | 1.       | 125,0    | 1.       | 222,5    |          |
| Vandi Khamiam     | 58 kg       | 102,5    | 2.*      | 127,5    | 3.       | 230,0    |          |
| Pavina Thongszuk  | 75 kg       | 122,5    | 2.       | 150,0    | 1.       | 272,5    |          |

* - egy másik versenyzővel azonos eredményt ért el

## Taekwondo
Férfi
| Versenyző              | Versenyszám | Nyolcaddöntő                | Negyeddöntő       | Elődöntő          | Vigaszág első kör | Vigaszág elődöntő | Bronz- mérkőzés   | Döntő             | Helyezés |
| Versenyző              | Versenyszám | Ellenfél Eredmény           | Ellenfél Eredmény | Ellenfél Eredmény | Ellenfél Eredmény | Ellenfél Eredmény | Ellenfél Eredmény | Ellenfél Eredmény | Helyezés |
| ---------------------- | ----------- | --------------------------- | ----------------- | ----------------- | ----------------- | ----------------- | ----------------- | ----------------- | -------- |
| Atszadet Szutthikunkan | Légsúly     | Mihaíl Murúcosz (GRE) · 2-5 | kiesett           | kiesett           |                   |                   |                   |                   | 11.      |
| Kriangkrai Noikoed     | Váltósúly   | Juszof Karami (IRI) · 12-16 | kiesett           | kiesett           |                   |                   |                   |                   | 11.      |

Női
| Versenyző                  | Versenyszám | Nyolcaddöntő                        | Negyeddöntő                 | Elődöntő                     | Vigaszág első kör | Vigaszág elődöntő       | Bronz- mérkőzés         | Döntő             | Helyezés |
| Versenyző                  | Versenyszám | Ellenfél Eredmény                   | Ellenfél Eredmény           | Ellenfél Eredmény            | Ellenfél Eredmény | Ellenfél Eredmény       | Ellenfél Eredmény       | Ellenfél Eredmény | Helyezés |
| -------------------------- | ----------- | ----------------------------------- | --------------------------- | ---------------------------- | ----------------- | ----------------------- | ----------------------- | ----------------- | -------- |
| Jauvapha Bunphoncsaj       | Légsúly     | Brigitte Yagüe (ESP) · 9-5          | Yanelis Labrada (CUB) · 1-3 |                              |                   | Gonda Ivett (CAN) · 2-1 | Gladys Mora (COL) · 2-1 |                   |          |
| Nootcharin Sukkhongdumnoen | Pehelysúly  | Aretí Athanaszopúlu (GRE) · 6-6 SUP | Chi Shu-Ju (TPE) · 2-1      | Nia Abdallah (USA) · 7-7 SUP |                   | Sonia Reyes (ESP) · 3-6 | kiesett                 |                   | 5.       |

SUP - döntő fölény

## Tenisz
Férfi
| Versenyző            | Versenyszám | 64-es főtábla                      | 32-es főtábla     | Nyolcaddöntő      | Negyeddöntő       | Elődöntő          | Bronz- mérkőzés   | Döntő             | Helyezés |
| Versenyző            | Versenyszám | Ellenfél Eredmény                  | Ellenfél Eredmény | Ellenfél Eredmény | Ellenfél Eredmény | Ellenfél Eredmény | Ellenfél Eredmény | Ellenfél Eredmény | Helyezés |
| -------------------- | ----------- | ---------------------------------- | ----------------- | ----------------- | ----------------- | ----------------- | ----------------- | ----------------- | -------- |
| Pharadon Szricsaphan | Egyes       | Joachim Johansson (SWE) · 2-6, 3-6 | kiesett           | kiesett           | kiesett           | kiesett           | kiesett           | kiesett           | 33.      |

Női
| Versenyző           | Versenyszám | 64-es főtábla                           | 32-es főtábla     | Nyolcaddöntő      | Negyeddöntő       | Elődöntő          | Bronz- mérkőzés   | Döntő             | Helyezés |
| Versenyző           | Versenyszám | Ellenfél Eredmény                       | Ellenfél Eredmény | Ellenfél Eredmény | Ellenfél Eredmény | Ellenfél Eredmény | Ellenfél Eredmény | Ellenfél Eredmény | Helyezés |
| ------------------- | ----------- | --------------------------------------- | ----------------- | ----------------- | ----------------- | ----------------- | ----------------- | ----------------- | -------- |
| Tamarine Tanasugarn | Egyes       | Angelique Widjaja (INA) · 6-1, 2-6, 1-6 | kiesett           | kiesett           | kiesett           | kiesett           | kiesett           | kiesett           | 33.      |

## Tollaslabda
| Versenyző                                       | Versenyszám  | 32-es főtábla                                                        | Nyolcaddöntő                                                               | Negyeddöntő                                         | Elődöntő                          | Bronz- mérkőzés                       | Döntő             | Helyezés |
| Versenyző                                       | Versenyszám  | Ellenfél Eredmény                                                    | Ellenfél Eredmény                                                          | Ellenfél Eredmény                                   | Ellenfél Eredmény                 | Ellenfél Eredmény                     | Ellenfél Eredmény | Helyezés |
| ----------------------------------------------- | ------------ | -------------------------------------------------------------------- | -------------------------------------------------------------------------- | --------------------------------------------------- | --------------------------------- | ------------------------------------- | ----------------- | -------- |
| Boonsak Ponsana                                 | Férfi egyes  | Chris Dednam (RSA) · 15-1, 15-0                                      | I Hjonil (KOR) · 15-13, 15-11                                              | Ronald Susilo (SIN) · 15-10, 15-1                   | Taufik Hidayat (INA) · 9-15, 2-15 | Sony Dwi Kuncoro (INA) · 11-15, 16-17 |                   | 4.       |
| Salakjit Ponsana                                | Női egyes    | Miho Tanaka (JPN) · 11-7, 5-11, 11-8                                 | Kung Zsuj-na (CHN) · 8-11, 3-11                                            | kiesett                                             | kiesett                           | kiesett                               | kiesett           | 9.       |
| Pramote Teerawiwatana Tesana Panvisavas         | Férfi páros  | Ausztrália (AUS) · Ashley Brehaut · Travis Denney · 15-3, 15-9       | Malajzia (MAS) · Choong Tan Fook · Lee Wan Wah · 10-15, 13-15              | kiesett                                             | kiesett                           | kiesett                               | kiesett           | 9.       |
| Sudket Prapakamol Patapol Ngernsrisuk           | Férfi páros  | Nagy-Britannia (GBR) · Anthony Clark · Nathan Robertson · 5-15, 9-15 | kiesett                                                                    | kiesett                                             | kiesett                           | kiesett                               | kiesett           | 17.      |
| Saralee Thungthongkam Sathinee Chankrachangwong | Női páros    | Kanada (CAN) · Denyse Julien · Anna Rice · 15-3, 15-4                | Japán (JPN) · Nakajama Csikako · Jositomi Keiko · 15-4, 15-11              | Kína (CHN) · Csang Csie-ven · Jang Vej · 2-15, 4-15 | kiesett                           | kiesett                               | kiesett           | 5.       |
| Sudket Prapakamol Saralee Thungthongkam         | Vegyes páros |                                                                      | Svédország (SWE) · Fredrik Bergström · Johanna Persson · 15-3, 14-17, 3-15 | kiesett                                             | kiesett                           | kiesett                               | kiesett           | 9.       |

## Úszás
Férfi
| Versenyző           | Versenyszám  | Előfutam | Előfutam | Előfutam | Elődöntő | Elődöntő | Elődöntő | Döntő   | Döntő    |
| Versenyző           | Versenyszám  | Idő      | Hely.    | Össz.    | Idő      | Hely.    | Össz.    | Idő     | Helyezés |
| ------------------- | ------------ | -------- | -------- | -------- | -------- | -------- | -------- | ------- | -------- |
| Arwut Chinnapasaen  | 50 m gyors   | 23,52    | 6.       | 46.*     | kiesett  | kiesett  | kiesett  | kiesett | kiesett  |
| Charnvudth Saengsri | 400 m gyors  | 3:59,89  | 4.       | 33.      |          |          |          | kiesett | kiesett  |
| Charnvudth Saengsri | 1500 m gyors | 15:54,46 | 1.       | 27.      |          |          |          | kiesett | kiesett  |
| Ratapong Sirasanont | 100 m mell   | kizárták | kizárták | kizárták | kiesett  | kiesett  | kiesett  | kiesett | kiesett  |
| Ratapong Sirasanont | 200 m mell   | 2:15,39  | 1.       | 19.      | kiesett  | kiesett  | kiesett  | kiesett | kiesett  |

Női
| Versenyző                  | Versenyszám  | Előfutam | Előfutam | Előfutam | Elődöntő | Elődöntő | Elődöntő | Döntő   | Döntő    |
| Versenyző                  | Versenyszám  | Idő      | Hely.    | Össz.    | Idő      | Hely.    | Össz.    | Idő     | Helyezés |
| -------------------------- | ------------ | -------- | -------- | -------- | -------- | -------- | -------- | ------- | -------- |
| Pilin Tachakittiranan      | 200 m gyors  | 2:05,29  | 1.       | 35.      | kiesett  | kiesett  | kiesett  | kiesett | kiesett  |
| Pilin Tachakittiranan      | 400 m gyors  | 4:23,62  | 3.       | 34.      |          |          |          | kiesett | kiesett  |
| Chonlathorn Vorathamrong   | 100 m hát    | 1:05,15  | 2.       | 32.      | kiesett  | kiesett  | kiesett  | kiesett | kiesett  |
| Chonlathorn Vorathamrong   | 200 m hát    | 2:21,11  | 7.       | 29.      | kiesett  | kiesett  | kiesett  | kiesett | kiesett  |
| Nimitta Thaveesupsoonthorn | 400 m vegyes | 5:00,06  | 1.       | 22.      |          |          |          | kiesett | kiesett  |

* - egy másik versenyzővel azonos időt ért el

## Vitorlázás
Férfi
| Versenyző      | Versenyszám     | Futam | Futam | Futam | Futam    | Futam | Futam | Futam | Futam | Futam | Futam | Futam | Pontszám | Helyezés |
| Versenyző      | Versenyszám     | 1     | 2     | 3     | 4        | 5     | 6     | 7     | 8     | 9     | 10    | 11    | Pontszám | Helyezés |
| -------------- | --------------- | ----- | ----- | ----- | -------- | ----- | ----- | ----- | ----- | ----- | ----- | ----- | -------- | -------- |
| Arun Homraruen | Szörfvitorlázás | 14    | 28    | 20    | kizárták | 15    | 30    | 26    | 21    | 17    | 13    | 5     | 189      | 21.      |

## Vívás
Férfi
| Versenyző           | Versenyszám       | Selejtező                   | 32-es főtábla                 | Nyolcaddöntő                      | Negyeddöntő       | Elődöntő          | Bronz- mérkőzés   | Döntő             | Helyezés |
| Versenyző           | Versenyszám       | Ellenfél Eredmény           | Ellenfél Eredmény             | Ellenfél Eredmény                 | Ellenfél Eredmény | Ellenfél Eredmény | Ellenfél Eredmény | Ellenfél Eredmény | Helyezés |
| ------------------- | ----------------- | --------------------------- | ----------------------------- | --------------------------------- | ----------------- | ----------------- | ----------------- | ----------------- | -------- |
| Siriroj Rathprasert | Párbajtőr, egyéni | Muhannad Saif (EGY) · 15-13 | Éric Boisse (FRA) · 9-15      | kiesett                           | kiesett           | kiesett           | kiesett           | kiesett           | 32.      |
| Wiradech Kothny     | Kard, egyéni      |                             | Fernando Medina (ESP) · 15-13 | Volodimir Lukasenko (UKR) · 11-15 | kiesett           | kiesett           | kiesett           | kiesett           | 13.      |